# Big Big World (píseň)
Big Big World je balada nazpívaná švédskou zpěvačkou Emilií Rydbergovou. Jde o romantickou píseň s podzimní tematikou. Zatímco v USA singl úplně pohořel, v Evropě a Asii jde o velký hit. Píseň byla přezpívaná skupinou Scooter pod jménem „And No Matches“. K písni vzniklo množství remixů a cover skladeb. Ve Švédsku byl hit 3× platinový (celkem byl 8× platinový a 2× zlatý). Sedm a devět týdnů se hit držel na prvních místech žebříčků ve Švédsku a Švýcarsku, pět týdnů dokonce na Eurochart.